# 1933 год в театре
1933 год в театре

## Знаменательные события
- 17 ноября — спектаклем по пьесе Н. В. Гоголя «Ревизор» открылся Харьковский русский драматический театр (ныне Харьковский русский академический драматический театр имени Пушкина).
- В Сталинграде (Волгограде) появился первый Театр юного зрителя (существовал до 1942 года).

## Персоналии

### Родились
- 14 января — Наталия Михайловна Наум, советская и украинская актриса театра и кино, народная артистка Украинской ССР (1971).
- 4 февраля — Игорь Владимирович Кваша, советский и российский актёр театра и кино, народный артист РСФСР (1968).
- 6 февраля — Вера Александровна Карпова, советская и российская актриса театра и кино, народная артистка России.
- 10 февраля
  - Михаил Михайлович Рощин, советский и российский драматург и сценарист.
  - Виктор Ребенджюк, румынский актёр театра и кино.
- 19 февраля — Эльза Ивановна Леждей, советская актриса театра и кино, заслуженная артистка РСФСР.
- 15 марта — Борис Асафович Мессерер, российский театральный художник, сценограф.
- 30 марта — Жан-Клод Бриали, французский актёр театра и кино.
- 6 апреля — Станислав Любшин, советский и российский актёр театра и кино, Народный артист РСФСР (1981).
- 9 апреля — Жан-Поль Бельмондо, французский актёр театра и кино.
- 7 мая — Сильвия Попович, румынская актриса театра и кино.
- 22 мая — Ирина Александровна Колпакова, балерина, балетмейстер и хореограф, педагог. Народная артистка СССР, Герой Социалистического Труда, лауреат Госпремии СССР.
- 29 мая — Владимир Аукштыкальнис, советский и российский актёр театра и кино, заслуженный артист РСФСР (1980).
- 31 мая — Георгий Иванович Бурков, советский актёр театра и кино, Заслуженный артист РСФСР.
- 14 июня — Владимир Краснопольский — советский и российский кинорежиссёр, Народный артист РСФСР.
- 22 июня — Людмила Ивановна Иванова, советская и российская актриса театра и кино, народная артистка РСФСР (1989).
- 7 июля — Валентин Юрьевич Никулин, советский и российский актёр театра и кино, народный артист РСФСР (1990).
- 9 июля — Зинаида Кириенко, советская актриса театра и кино.
- 20 июля — Александр Левенбук, заслуженный артист России, эстрадный актёр, главный режиссёр Московского еврейского театра «Шолом».
- 18 августа — Бэла Руденко, украинская певица (лирико-колоратурное сопрано), солистка Большого театра.
- 12 сентября — Татьяна Васильевна Доронина, актриса театра и кино, народная артистка СССР (1981)
- 5 октября — Константин Борисович Желдин, актёр театра и кино, заслуженный артист России.
- 13 октября — Марк Анатольевич Захаров, советский и российский режиссёр театра и кино, руководитель Московского театра «Ленком».
- 25 октября — Александр Исаакович Гельман, российский драматург, сценарист.
- 27 октября — Владимир Михайлович Земляникин, актёр театра и кино, заслуженный артист России.
- 8 декабря — Лев Иванович Борисов, советский и российский актёр театра и кино, народный артист России
- 31 декабря — Семён Львович Фарада, советский и российский актёр театра и кино, народный артист России (1999).

### Скончались
- 7 февраля — Николай Карпович Садовский, актёр и режиссёр
- 13 мая — Пауль Эрнст, немецкий драматург
- 8 ноября – Олефин Му, норвежская оперная певица, актриса театра, театральный режиссёр, театральный деятель.
- май - Рахмонберди Мадазимов - основатель и организатор театрального движения в Киргизии, основатель и первый художественный руководитель Ошского Государственного академического узбекского музыкально-драматического театра имени Бабура